# Остра могила (област Стара Загора)
 За другото българско село с име Остра могила вижте Остра могила (област Сливен).  
Остра могила е село в Южна България. То се намира в община Стара Загора, област Стара Загора.

## География
Село Остра могила се намира в планински район. Разположено е на около 15 км северозападно от град Стара Загора и на 15 км южно от град Казанлък в полите на Средна гора. В околностите има няколко дупки и пещери, както и древни мегалитни руини с наименованието „Градища“, вероятно още от тракийско време.

## История
Историята на селото е много богата. Тук са намерени монети от тракийско и османско време. Те се съхраняват в РИМ – Стара Загора. Местните жени са известни в региона със запазването на стари рецепти.

## Културни и природни забележителности
- Галерия
- Общ изглед 01
- Общ изглед 02
- Общ изглед 03

Остра могила е с балкански климат. Идеално място за почивка. Има много красиви гори, които крият много тайни от времето на турското владичество.
Намира се югоизточно от с. Остра Могила, на 5м от шосето за Старозагорските бани. Проучена и картирана, с общата дължина на всички галерии - 151 м. Пещерата е от лабиринтен тип, развита изключително на един етаж. Относителната влажност на въздуха е 82-86%, а денивелацията на входа 4,5 метра. В най-ниската и част има малко езерце. Проникването в пещерата става само с водач и със специална екипировка.
Съборът на Остра могила се провежда на 8 септември. Този ден е храмовият празник на най-старата църква в региона „Въведение Богородично“.

## Личности
Там живее видният български поет и певец Генко Танев. В селото живеят и други известни личности: д-р Иван Жеков – анестезиолог и реаниматор, Нели Филипова – дългогодишен кореспондент на вестниците „Труд“ и „Континент“, първият демократично избран кмет на Стара Загора Антон Андронов.